# Jembrak
Jembrak is een bestuurslaag in het regentschap Semarang van de provincie Midden-Java, Indonesië. Jembrak telt 1863 inwoners (volkstelling 2010).